# Аметист (корабель)
Амети́ст — патрульний корабель проєкту 22460 «Мисливець». Прикордонний корабель охорони територіальних вод, патрулювання 12-мильної прикордонної зони. Призначений для несення прикордонно-патрульної служби з охорони державного кордону, територіальних вод, континентального шельфу, для проведення аварійно-рятувальних робіт, а також для здійснення екологічного контролю і ліквідації наслідків природних лих. Нарівні з охороною кордону в завдання кораблів цього класу можуть входити операції з боротьби з тероризмом і морським піратством.

## Про корабель
Бортовий номер: 355 
Заводський номер: 505
Закладений: 2012
Переданий замовнику: 03.10.2014
Місце служби: ПУ ФСБ Росії по Республіці Крим. Базування в Балаклаві.

### Озброєння
- 1 × 6 × 30 мм АУ АК-630
- 8 × ПЗРК «Ігла», «Верба»
- 2 × МТПУ 14,5 мм
- 2 × 1 × 12,7 мм кулемет «Корд»

Також можливе розміщення пускових установок ПКР Х-35У «Уран» і артустановок А-220М.
У кормовій частині корабля змонтований злітно-посадочний майданчик, який може бути обладнаний складним палубним ангаром-притулком для одного легкого вертольота Ка-226 або "Ансат". Також на кораблях отримають прописку БПЛА Gorizont G-Air S-100.

## Історія
У 2015 брав участь у інциденті з захопленням вишок Чорноморнафтогазу.
У 2018 р. брав участь у супроводженні переходу українських кораблів через Черченський пролив.
20 вересня пошуково-рятувальне судно A500 «Донбас» та морський буксир A830 «Корець» вирушили з походом з Західної військово-морської бази ВМС України в Одесі до Бердянська, де стануть основою новоствореної військово-морської бази українського флоту на Азовському морі. Починаючи від переходу, поблизу окупованого Севастополя українські кораблі почав супроводжувати патрульний корабель Берегової охорони ФСБ РФ — «Аметист» проекту 22460, згодом до нього долучився ще один не встановлений корабель.
У 2021 безуспішно намагався змусити дестройер Дефендер змінити курс.